# 人鬼情未了
《人鬼情未了》（英語：Ghost）是一部1990年的美国奇幻剧情电影，由帕特里克·斯韦兹、黛米·摩尔、東尼·高德溫和乌比·戈德堡主演。
電影讲述了男主角在被殺後化為鬼魂，透過一名靈媒與女友再續前緣並將謀殺他的幕後兇手繩之於法的故事。

## 剧情
银行家萨姆·惠特和他的女友艺术家莫莉·詹森在萨姆的朋友和同事卡尔·布鲁纳的帮助下，翻新并搬进了曼哈頓的一套公寓。一天下午，萨姆告诉卡尔说他在不知名的银行账户中发现了异常高的余额。他决定自己调查此事，拒绝了卡尔的援助提议。那天晚上，萨姆和莫莉被一个歹徒袭击，歹徒在混乱中开枪打死了萨姆，然后偷走了他的钱包。萨姆看到莫莉对着他的尸体哭泣，发现他现在变成了鬼，别人看不见他，他也似乎无法与凡人世界互动。
在萨姆死后的日子里，莫莉心神不宁，因为萨姆仍然和她很亲近。卡尔走过来，建议她和他一起出去走走；萨姆無法穿過鎖著的門，就留在了后面。几分钟后，歹徒进入公寓寻找东西。当莫莉回来时，萨姆吓唬他们的猫，让牠攻击歹徒，歹徒逃走了。他跟踪歹徒來到他在布鲁克林的公寓，得知这个人叫威利·洛佩斯，是一个不知名的人派来的。
离开威利的住所后，萨姆偶然发现了通灵师奥达·梅·布朗的会客室，她是一个假装能与亡灵交流的江湖骗子，当她能听到萨姆说话时，她震惊地发现了自己真正的通灵天赋。萨姆劝说她警告莫莉，她正处于危险之中。为了消除莫莉的怀疑，奥达·梅转述了只有萨姆才能知道的信息。莫莉后来把威利的地址给了卡尔，后者自愿去调查。她随后去找警察，警察没有威利的档案，但他们给她看了奥达·梅身为伪造者和骗子的冗长档案。
同时，萨姆跟踪卡尔，得知他和威利正在合作，感到非常震惊。卡尔为毒贩子洗錢，并让威利抢劫萨姆以获得他的密碼簿。卡尔亲自从公寓里拿到密碼簿后，將錢轉入一個假名“麗塔·米勒”的賬戶。
萨姆决心保护莫莉，他从一个之前在紐約地鐵中出没並伤害他的恶鬼那里学到如何引导自己的意念来移动物体。然后，他找来奥达·梅帮助他挫败卡尔，冒充丽塔·米勒提取洗好的400万美元，后来在山姆的坚持下，她不情愿地把这些钱捐给了一些修女。当卡尔拼命寻找这笔钱时，萨姆在电脑键盘上打出自己的名字，彰显他的存在。卡尔去找莫莉，莫莉透露她碰到奥达·梅在银行关闭了一个账户。
卡尔和威利去找奥达·梅，但萨姆提前警告她和她的姐妹们避开。当威利到达时，萨姆为了报复而吓唬他，使他在惊慌失措中逃到街上，然后被一辆迎面而来的货车撞死了。阴暗的恶魔从黑暗中出现，将威利的灵魂拖入地狱。
萨姆和奥达·梅回到公寓，透过将一枚硬币悬浮在莫莉手中的方式，他让莫莉相信奥达·梅说的是真话。奥达·梅允许萨姆上她的身，这样他和莫莉就可以一起跳一段慢舞。卡尔闯入公寓，但萨姆因附身而筋疲力尽，无法与卡尔对抗。莫莉和奥达·梅从消防通道逃到一个正在建造的阁楼，但卡尔抓住了奥达·梅，用枪指着她，要她交出支票。
萨姆恢复过来，把卡尔推开，于是卡尔把莫莉作为人质，恳求萨姆交出支票。萨姆夺走了他的枪，再次攻击了他。卡尔想从窗户逃走，向萨姆扔了一个懸掛的鉤子，但钩子向后一挥，打碎了窗户，导致窗户滑落，玻璃碎片刺穿了卡尔。之前抓走威利的恶魔又来索要卡尔的灵魂，将他拖入地狱。
萨姆问两人是否没事。莫莉现在能够听到他的话，房間裡閃耀著天堂般的光芒，照亮了萨姆的存在。萨姆意识到他的任务现在已经完成，他该走了，他和莫莉含泪吻别。萨姆感谢奥达·梅的帮助，然後走進光明，走向天堂。

## 演員表
- 柏德烈·史域斯 飾 萨姆·惠特（Sam Wheat）
- 狄美·摩亞 飾 莫莉·詹森（Molly Jensen）
- 胡比·高拔 飾 奥达·梅·布朗（Oda Mae Brown）
- 東尼·高德溫 飾 卡尔·布鲁纳（Carl Bruner）
- 文森特·斯克亞維利（英语：Vincent Schiavelli） 飾 地鐵惡鬼
- 瑞克·艾維列斯（英语：Rick Aviles） 飾 威利·洛佩斯（Willy Lopez）
- 安杰利娜·埃斯特拉达 飾 罗莎·圣地亚哥（Rosa Santiago）
- 维维安·邦内尔（英语：Vivian Bonnell） 飾 奧蒂莎（Otisha）
- 奧姬·布朗特（英语：Augie Blunt） 飾 奥兰多（Orlando）

斯蒂芬·魯特、菲爾·利茲及導演的母親夏洛特·祖克在片中均客串了一些小角色。

## 評價
爛番茄根據67條評論，獲得73%的新鮮度，平均得分6.86／10。在Metacritic上，電影獲得52分。

## 模仿
男女主角製造陶器那一幕相當出名，受不少電影及電視節目模仿，包括：
- 家有囍事（1992年）
- 瘋電視
- 乃出個未來
- 居家男人
- 週末夜現場
- IS 〈Infinite Stratos〉2（第10話）
- 撒嬌女人最好命
- What is Love? (定延的MV橋段中與湊崎紗夏飾演)
- 废柴联盟（S01E19）

## 相關作品
- 2010年日本將此片重新翻拍成《新·第六感生死戀》。男女主角分別為南韓人氣男演員宋承憲及日本人氣女演員松嶋菜菜子。

## 參註
1. 1 2  . Box Office Mojo.   [1990-07-13]. （原始内容存档于2019-08-31）.
2. https://buyoyo.com/mobile/ProductDisplay.do?prrfnbr=4175197
3. ↑  . Rotten Tomatoes.   [1990-07-13]. （原始内容存档于2020-11-12）.
4. ↑  . Metacritic.   [1990-07-13]. （原始内容存档于2020-11-12）.
5. ↑  Cox, Gordon. . 《綜藝》. 2009-03-06  [2010-07-28]. （原始内容存档于2013-01-05）.

## 外部連結
- 互联网电影数据库（IMDb）上《人鬼情未了》的资料（英文）
- AllMovie上《人鬼情未了》的资料（英文）
- Box Office Mojo上《人鬼情未了》的資料（英文）
- 爛番茄上《人鬼情未了》的資料（英文）
- Metacritic上《人鬼情未了》的資料（英文）
- 開眼電影網上《人鬼情未了》的資料（繁體中文）
- Yahoo奇摩電影上《人鬼情未了》的資料（繁體中文）
- 雅虎香港電影上《人鬼情未了》的資料（繁體中文）
- 时光网上《人鬼情未了》的資料（简体中文）
- 豆瓣电影上《人鬼情未了》的資料 （简体中文）